# إنسان شيدر
إنسان شيدر (بالإنجليزية: Cheddar Man) هو الاسم الذي يطلق على ما تبقى من ذكر بشري وجدت في كهف غوف في خانق شيدر، سومرست في إنجلترا. وتعود الرفات إلى العصر الميزوليتي وذلك حوالي 7150 قبل الميلاد، ويبدو أنه مات موتاً عنيفاً. وهو يعد أقدم هيكل عظمي بشري كامل في بريطانيا.
بدأ التنقيب في عام 1903، ويحفظ في متحف التاريخ الطبيعي في لندن، ولكنها حاليا ليست معروضة. ولكن معروض هيكل عظمي طبق الأصل في متحف في قرية شيدر. وتبقى وفاة إنسان شيدر لغزاً فهناك ثقب في جمجمته تشير للعنف، وكان يستخدم كهف غوف لأكل لحوم البشر، وربما استخدم للدفن الثانوي من قبل البشر فيما قبل التاريخ.

## اختبار الحمض النووي
في عام 1996، أجرى بريان سايكس من جامعة أكسفورد فحصاً للحمض النووي المستخرج من أحد الأضراس لإنسان شيدر وتم تحديد أنه قد ينتمي إلى هابلوغروب U5، وهي فرع من الميتوكوندريا هابلوغروب U، والذي أيضاً وجدت في غيرها من البقايا البشرية من العصر الحجري الأوسط.
والبحوث التي نفذها بريان سايكس عام 1997 كانت لربط إنسان شيدر بالسكان الذين يعيشون في قرية شيدر، وذكر بأن مقارنة الحمض النووي تمت بأخذ جينوم من 20 شخص من السكان الذين يعيشون في القرية والمقارنة مع جبن ضرس إنسان شيدر. وقد وجد أن شخصين يتقاسما نفس حمض نووي للمتقدرات كما الحال في إنسان شيدر، ويرجع ذلك إلى حقيقة أن حوالي 10٪ من الأوروبيين تنتمي إلى هابلوغروب u5 .